# Młodzieżowe Mistrzostwa Świata w Boksie 2014
Młodzieżowe Mistrzostwa Świata w Boksie 2014 − 4. edycja młodzieżowych mistrzostw świata w boksie. Nazwa młodzieżowe mistrzostwa świata jest aktywna od 2008, wcześniejsze turnieje rozgrywane były pod nazwą mistrzostwa świata juniorów. Rywalizacja miała miejsce w bułgarskim mieście Sofia, w hali Armeyets Arena. Zawodnicy rywalizowali w dziesięciu kategoriach wagowych. Walki na światowym turnieju trwały od 14 do 24 kwietnia 2014 roku.

## Medaliści
| Kategoria wagowa                | Złoto                 | Srebro           | Brąz                               |
| Waga papierowa (- 49 kg.)       | Szałkar Ajkynbaj      | Sulaymon Latipov | Rüfət Hüseynov Shyam Kakara        |
| Waga musza (- 52 kg.)           | Shakur Stevenson      | Muhammad Ali     | Lü Ping Məsud Yusifzadə            |
| Waga kogucia (- 56 kg.)         | Javier Ibáñez         | Sułtan Zäuyrbek  | Peter McGrail Duszko Błagowestow   |
| Waga lekka (- 60 kg.)           | Abyłajchan Żüsypow    | Arsen Mustafa    | Gō Hosaka Iqboljon Xoldorov        |
| Waga lekkopółśrednia (- 64 kg.) | Bibiert Tumienow      | Wiktor Petrow    | Toshihiro Suzuki Vincenzo Arecchia |
| Waga półśrednia (- 69 kg.)      | Bektemir Meliqoʻziyev | Luka Prtenjača   | Juan Solano Iljas Adzinajeu        |
| Waga średnia (- 75 kg.)         | Dmitrij Niestierow    | Luka Plantić     | Ramil Hadżijew Kozimbek Mardonov   |
| Waga półciężka (- 81 kg.)       | Błagoj Najdenow       | Wadim Kazakow    | Vegar Tregren Narek Manasjan       |
| Waga ciężka (- 91 kg.)          | Yordan Hernández      | Toni Filipi      | Kim Jin-Nyong Robert Marton        |
| Waga superciężka (+ 91 kg.)     | Darmani Rock          | Peter Kadiru     | László Komor Marat Kierimchanow    |